# 染谷まさ美
染谷 まさ美（そめや まさみ、1971年10月17日 - ）は、日本の元タレント、元グラビアアイドル。
活動当時の所属事務所は、オフィス・エム。旧芸名：染谷正美。

## 人物
- 茨城県結城郡石下町出身
- 血液型：A型
- 身長：171cm
- スリーサイズ：バスト87cm/ウエスト58cm/ヒップ87cm

## 来歴
- フジテレビ系列の「オールナイトフジ」に出演。
- 1992年、星野かおり・斉藤りさと共に「ギルガメッシュないと」の番組企画から派生したセクシーグループである「ギルガメセクシーメイツ」のメンバーとして活躍。
- 1995年、自身初のヌード写真集「Symbol」をリリース。
- セクシーメイツ解散後は、170cmを超えるナイスボディを武器にグラビアやＶシネマで活躍。
- 1996年、シングル「夢どれい/あなたに」でソロ歌手としてデビュー。「あなたに」（作詩：さくまのりよし、作曲：森田遊）で日本作詩大賞最優秀新人賞を受賞[1]。

以降、芸能界を引退。有名俳優との熱愛発覚などの騒動もあったが、現在は結婚して平穏に暮らしている。

## エピソード
- セクシーメイツ時代、ギルガメっしゅないとでは「ドS」キャラとしてイジリー岡田をイジめるなど目立っており3人の中では一番人気のあったメンバーだった。
- ランジェリーファッションショーでは、ラストに最も過激な衣装で登場するのが恒例となっていた。
- お笑いタレントの赤いプルトニウムと出身地が同じである[3]。
- ギルガメッシュNIGHTには、星野かおり・斉藤りさが降板した後も1996年までレギュラー出演した。

## 出演

### バラエティー
- オールナイトフジ（フジテレビ）
- ギルガメッシュないと（テレビ東京）
- ドキッ!丸ごと水着!女だらけの水泳大会（フジテレビ）
- 裏番組をブッ飛ばせ!!'95大晦日スペシャル（日本テレビ系）

### ドラマ
- 悪いこと（1992年5月28日、フジテレビ）

### 映画
- 極道の妻たち 赫い絆（1995年9月9日）
- マリーの獲物（1996年1月27日）

### オリジナルビデオ
- 女・仕事人 望みかなえます 請負人 CONTRACT KILLER（1996年、ミュージアム）

## シングル
「夢どれい」
作詞・作曲：大西美帆 / 編曲：大場吉信 / 発売：1996年1月12日 / 品番：APDA-165
『ギルガメッシュNIGHT』エンディング・テーマ

## 書籍
- 「Symbol」（1995年10月15日、ぶんか社）